# 키체족
키체족(Kʼicheʼ People) 또는 키체 마야인은 마야어족에 속하는 키체어를 사용하는 마야족 집단이다. 콜럼버스 이전 시대 고지대 키체 국가는 고대 및 고전후 마야 문명과 관련이 있다.
키체라는 단어 자체는 "많은 나무"를 의미하며, 키체를 나와틀어로 옮긴 콰우테말란(Cuauhtēmallān, "많은 나무(사람)의 장소")은 과테말라의 어원이 되었다. 키체주도 이들의 이름을 따서 명명되었다. 1992년 노벨 평화상을 수상한 원주민 인권 운동가인 리고베르타 멘추도 키체 마야인이다.
2011년 인구 조사에 따르면 키체족은 과테말라 인구의 11%를 차지하며 총 14,636,487명 중 1,610,013명을 차지한다. 키체 마야인의 대다수는 과테말라의 고지대, 특히 엘 키체 주에 거주하고 있는데, 총 622,163명의 키체 마야인들이 키체주에 거주하고 있으며, 키체 주 인구의 65.1%를 차지하고 있다. 토토니카판 주에는 총 453,237명의 키체 마야인들이 거주하며 토토니카판 주 인구의 약 95.9%를 차지하고 있다. 케트살테낭고주에는 총 205,228명의 키체 마야인들이 거주하며 케트살테낭고 주 인구의 K'iche' 25.9 %를 차지하고 있다. 솔롤라주에는 총 151,992명의 키체 마야인들이 거주하며 솔롤라 주 인구의 35.3%를 차지하고 있다.
키체주는 키체 마야인들의 심장부를 형성한다. 콜럼버스 이전 시대에 키체 마야인들의 정착지와 영향력은 안티과 계곡과 에스쿠인틀라의 해안 지역을 포함하여 고지대 너머에까지 이르렀다.
대부분의 키체 마야인들은 모국어를 구사하며 적어도 스페인어에 대한 실무 지식을 갖추고 있다. 사람들이 키체어만 사용하는 일부 외딴 시골 지역 사회에서는 예외이다. 키체와 밀접하게 관련된 마야어는 우스판텍어, 사카풀텍어, 칵치켈어 등이 있다.

## 같이 보기
- 키체어
- 키체 왕국